# Женн-Лонгфюї
Женн-Лонгфюї (фр. Gennes-Longuefuye) — муніципалітет у Франції, у регіоні Пеї-де-ла-Луар, департамент Маєнн. Женн-Лонгфюї утворено 1 січня 2019 року шляхом злиття муніципалітетів Женн-сюр-Глез i Лонгфюї. Адміністративним центром муніципалітету є Женн-сюр-Глез. Населення — 1344 особи (01.01.2021).